# Владимир Буковски
Владимир Константинович Буковски (на руски: Влади́мир Константи́нович Буко́вский) е бележит съветски дисидент и писател. Той е сред първите, които открито говорят за практиката на изпращане на политически затворници в психиатрични клиники от съветската власт. Буковски прекарва повече от 12 г. в съветски затвори, трудови лагери и изправителни психиатрии, използвани от съветския режим като специализирани затвори.
От 1976 г. живее извън СССР до смъртта си.

## Биография

### Ранни години
Владимир Буковски е роден в гр. Белебей, Башкирия, където семейството му е евакуирано от Москва по време на Втората световна война. Син е на известния съветски журналист и писател Константин Буковски. След завръщане от евакуацията учи в Москва. След като чува доклад на Никита Хрушчов за сталинските престъпления, 14-годишният Владимир става убеден противник на комунистическата идеология. Първият му конфликт с властите е през 1959 г., когато е изключен от училище за разпространяване на самиздат. Продължава образованието си във вечерно училище. Завършва неврофизиология в Кеймбридж и Станфорд.

### Активизъм и арести
През май 1963 г. е арестуван за 1-ви път за организиране на поетични срещи в центъра на Москва (близо до паметника на Маяковски). Официалното обвинение е за опит за разпространение на забранена антисъветска литература – югославската книга на Милован Джилас „Новата класа“. Обявен е за невменяем и изпратен за принудително лечение в психиатрична клиника в Ленинград от юни 1963 до февруари 1965 г.
През декември 1965 г. Буковски организира демонстрация, по-късно наречена митинг на гласността, на Пушкиновия площад в Москва в защита на писателите Андрей Синявски и Юлий Даниел. Три дни преди плануваната демонстрация Буковски е арестуван, след което е държан затворен без обвинение в различни психиатрични клиники до юли 1966 г.
През януари 1967 г. е арестуван за организиране на демонстрация в защита на Александър Гинзбург, Юрий Галансков и други дисиденти. Освободен е през януари 1970 г.
През 1971 г. Буковски успява да предаде на Запад повече от 150 страници доказателствен материал за репресиите над политически неудобните в специализирани психиатрични клиники в Съветския съюз. Информацията привлича вниманието на правозащитници от цял свят (включително вътре в страната) и става повод за последвалия му арест по-късно същата година. На процеса през юли 1972 г. Буковски е обвинен в уронване на престижа на съветската психиатрия, контактуване с чуждестранни журналисти, притежаване и разпространение на самиздат, за което е осъден на 7 г. лишаване от свобода – първите 2 г. в затвор и 5 г. в заточение.
Докато е под арест в политически лагер, заедно със своя сълагерник психиатъра Семьон Глузман, успява да напише книгата „Ръководство по психиатрия за другомислещи“ (Пособие по психиатрии для инакомыслящих), която е предназначена да помага на други дисиденти в борбата им против правителствените репресии.
През 1976 г. Владимир Буковски е транспортиран със самолет до Швейцария, където е разменен за генералния секретар на чилийската комунистическа партия Луис Корвалан, държан в затвора от режима на Аугусто Пиночет.
През 1977 г. се среща с американския президент Джими Картър в Белия дом. Установява се във Великобритания, където завършва специалност неврофизиология в Кингс Колидж, Кеймбридж. През 1980-те години активно се занимава с антикомунистическа дейност и оглавява международната антикомунистическа организация „Интернационал сопротивления“, в която влизат 49 партии и движения.
През 1991 г., малко преди разпадането на СССР, Владимир Буковски се завръща в Москва и получава руско гражданство. Има мнения, че в хода на подготовката за избори за президент на Русия, през 1991 г. Борис Елцин гледа на него като на потенциален вицепрезидент, но в крайна сметка се спира на Александър Руцкой.
През 2015 г. срещу него е започнато съдебно преследване в Обединеното кралство по обвинение в притежание на детска порнография от категория А (проникваща сексуална активност с дете и/или сексуална активност на дете с животно или садизъм спрямо дете), за което той лъжливо обвинява руските служби за сигурност, но се разболява и умира преди края на процеса.